# Johanneskirche (Völksen)

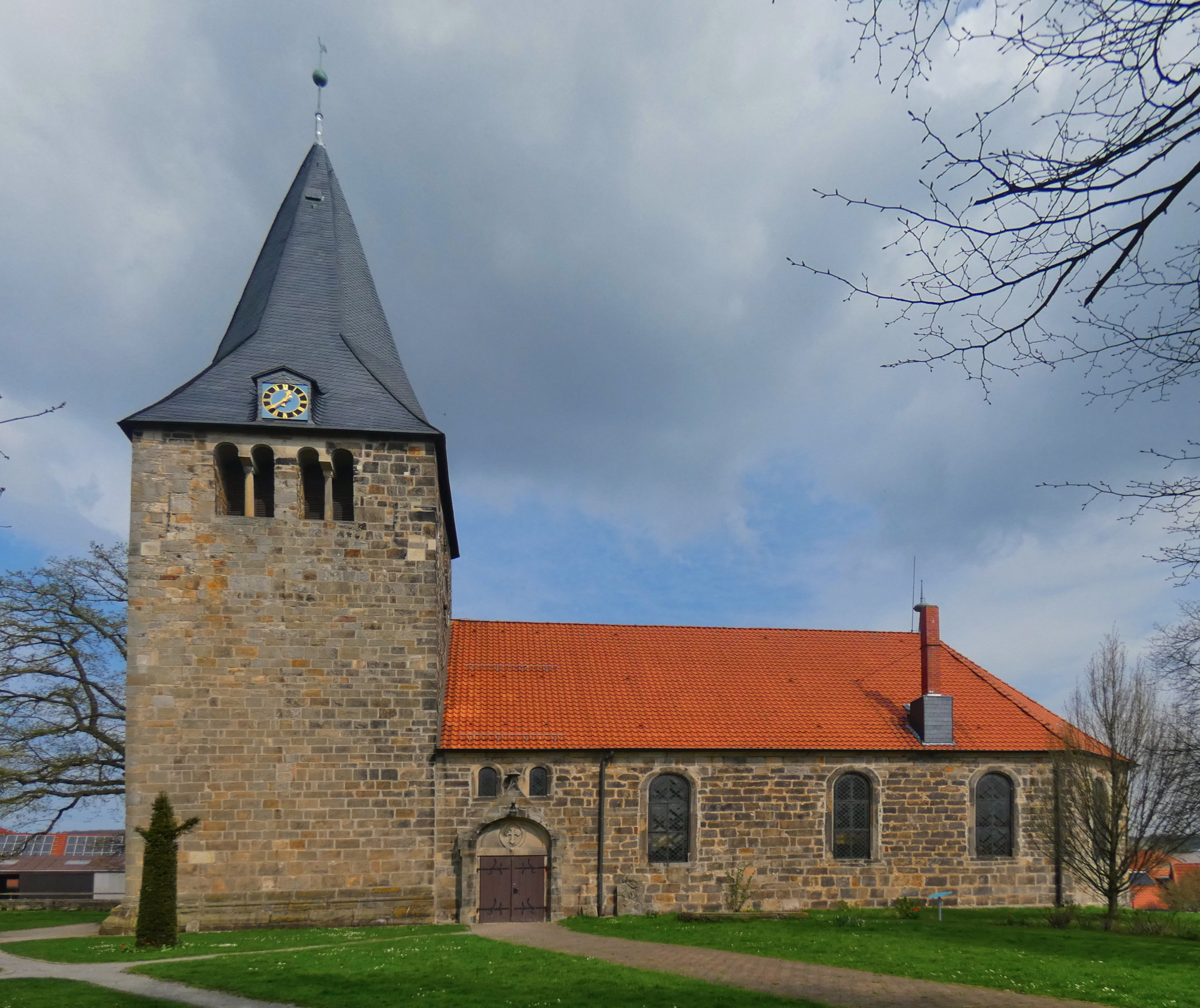
Johanneskirche

Die evangelisch-lutherische denkmalgeschützte Johanneskirche steht in Völksen, einem Ortsteil der Stadt Springe in der Region Hannover von Niedersachsen. Die Kirchengemeinde gehört zum Kirchenkreis Laatzen-Springe im Sprengel Hannover der Evangelisch-lutherischen Landeskirche Hannovers.

## Beschreibung
Der älteste Teil der Kirche ist der romanische Kirchturm im Westen, der in der Zeit um 1150 erbaut wurde. Die ehemals barocke Saalkirche wurde 1874/76 nach Entwürfen von Conrad Wilhelm Hase durch Carl Prediger in romanischen Formen aus Quadermauerwerk erneuert. Der Kirchturm hat an der Süd- und an der Nordseite jeweils zwei Biforien und an der Ostseite zwei Triforien als Klangarkaden. Er ist bedeckt mit einem achtseitigen, schiefergedeckten Helm, der nach Süden und Norden jeweils eine Dachgaube mit den Zifferblättern der Turmuhr hat. Das Langhaus hat drei Joche, der vierseitig abgeschlossene Chor hat ein Joch, an dem nach Norden im 18. Jahrhundert die Sakristei angebaut wurde. Das Erdgeschoss des Turms ist mit einer doppelten Arkade zum Kirchenschiff geöffnet. Das heutige Portal befindet sich an der Südseite des Langhauses. Ein Relief mit der Darstellung der Auferstehung, mit dem das ehemalige Portal bekrönt war, ist heute an der Nordseite des Langhauses eingemauert.
Die Kirchenausstattung ist überwiegend neuromanisch bzw. neugotisch. Nur der Kanzelaltar stammt aus dem zweiten Viertel des 18. Jahrhunderts. Auf dem verkröpften Gebälk, das von gedrehten Säulen getragen wird, stehen Statuetten von Glaube und Justitia, etwas weiter zurück Petrus und Paulus. Auf dem Schalldeckel stehen Statuetten von Moses und Johannes dem Täufer. Vor dem polygonalen Kanzelkorb steht die Statuette von Jesus Christus, flankiert von den vier Evangelisten.